# Liste des ponts couverts du Maine
 (mai 2017).
Si vous disposez d'ouvrages ou d'articles de référence ou si vous connaissez des sites web de qualité traitant du thème abordé ici, merci de compléter l'article en donnant les références utiles à sa vérifiabilité et en les liant à la section « Notes et références ».

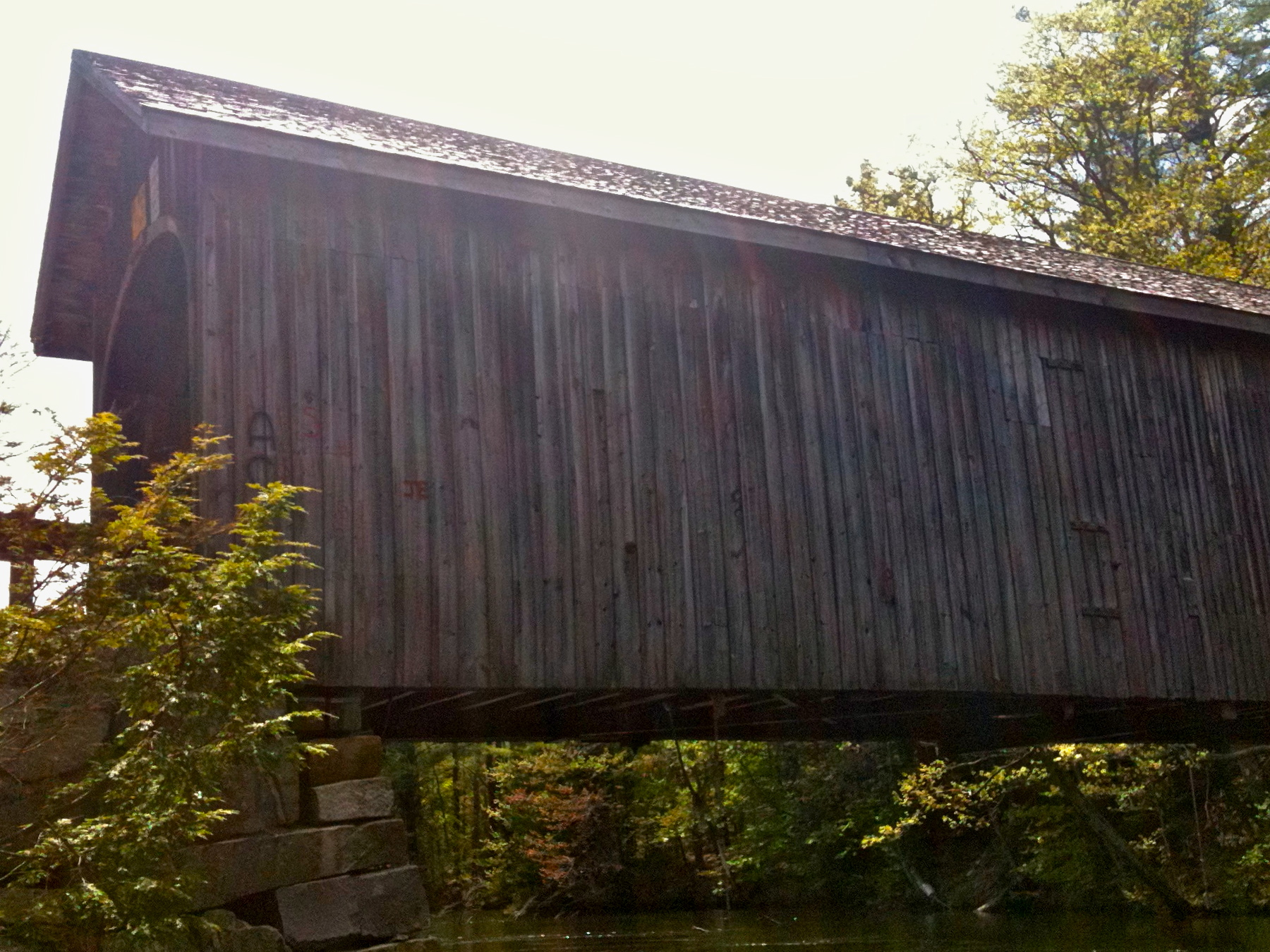
Le pont couvert Babbs, dans le Comté de Cumberland.

Cet article contient une liste des ponts couverts de l'état du Maine, aux États-Unis.
| Nom                           | Localisation            | Comté                         | Ferme              |
| ----------------------------- | ----------------------- | ----------------------------- | ------------------ |
| Pont Babbs (en)               | South Windman (en)      | Comté de Cumberland           | Queenn             |
| Pont Bennett (en)             | Lincoln Plantation (en) | Comté d'Oxford                | Paddleford & Arche |
| Pont Hemlock (en)             | Fryeburg                | Comté d'Oxford                | Paddleford & Arche |
| Pont Lovejoy (en)             | Andover                 | Comté d'Oxford                | Paddleford         |
| Pont Low's                    | Guilford-Sangerville    | Comté de Piscataquis          | Long               |
| Pont Porter-Parsonsfield (en) | Porter                  | Comté d'Oxford, Comté de York | Paddleford         |
| Pont Robyville (en)           | Corinth                 | Comté de Penobscot            | Long               |
| Pont Sunday River (en)        | Newry                   | Comté d'Oxford                | Paddleford         |
| Pont Watson Settlement (en)   | Littleton               | Comté d'Aroostook             | Howe               |